# Derby Paulista
Le Derby Paulista est le nom donné au Brésil au derby de São Paulo entre les équipes de Corinthians et de Palmeiras. 

Il s'agit de l'un des plus grands derby du monde. La rivalité entre les deux clubs est d'autant plus exacerbé que Palmeiras a été fondé par des dissidents de Corinthians,.

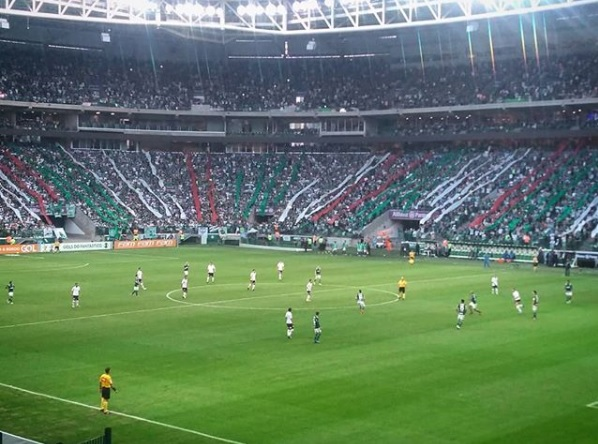
Derby Paulista in Allianz Parque 2015

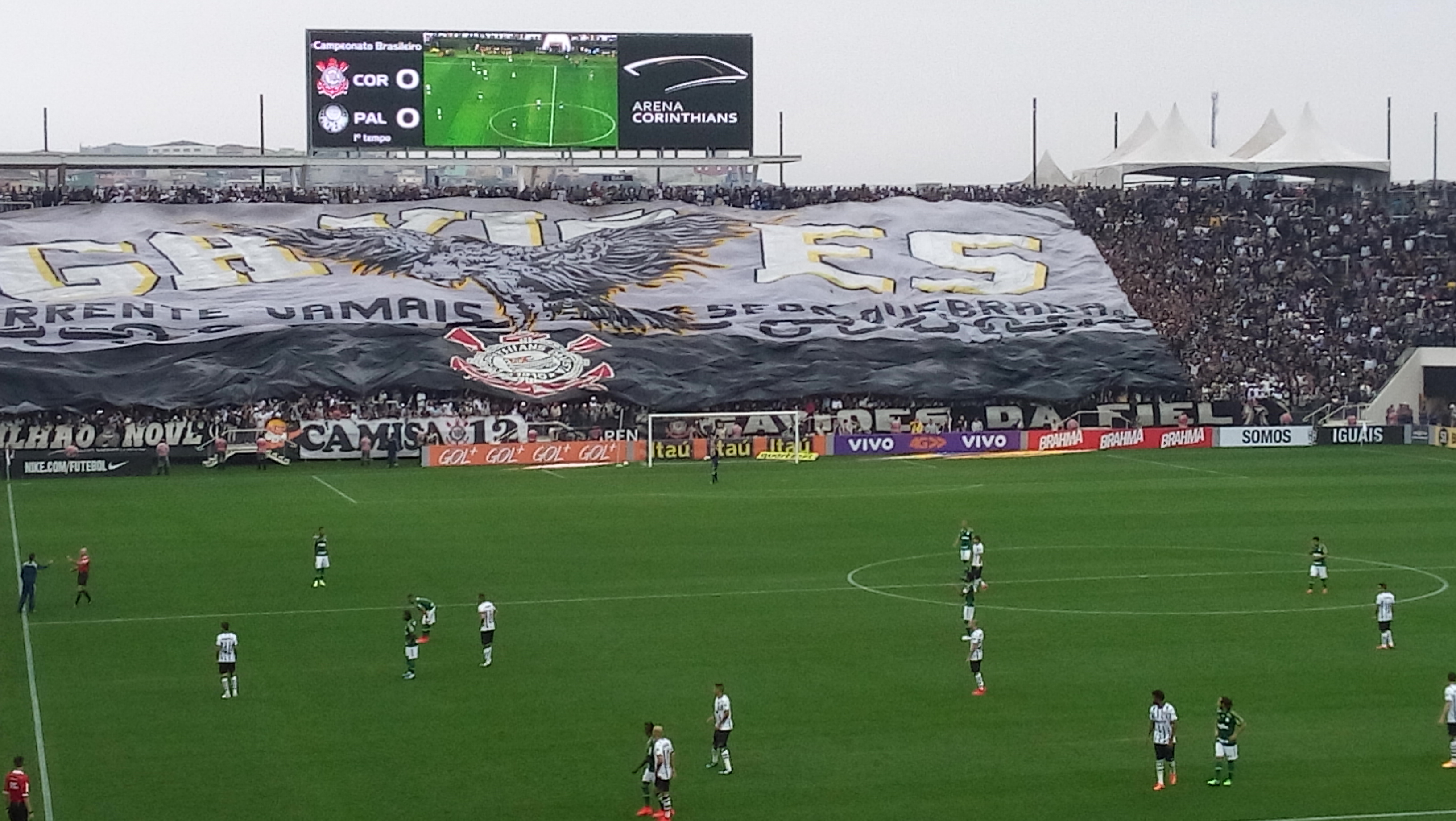
Derby Paulista in Arena Corinthians 2017

Le  'Paulista Derby'  (ou  Derby Paulista  en portugais), est un match entre les clubs traditionnels São Paulo  football Corinthians et Palmeiras. C'est la rivalité entre deux des plus anciens clubs de football encore actifs dans la ville de São Paulo. Le derby de Paulista est classé parmi les 10 plus grands derbies du monde.
C'est l'une des plus grandes rivalités du football mondial: CNN le considère comme le neuvième plus grand classique du monde, le deuxième en Amérique et le seul au Brésil à figurer parmi les principales rivalités mondiales . D'autre part, le site de Football Derbies a placé le Paulista Derby comme la 4ème plus grande rivalité au monde (et la première au Brésil), maintenant classée 8ème dans son classement mondial , tandis que le magazine brésilien Trivela le classait au deuxième rang au Brésil.
Les Corinthiens et Palmeiras ont déjà décidé des championnats d'État (Campeonato Paulista), régionaux (Torneio Rio-São Paulo) et nationaux ( Campeonato Brasileiro), plus une Copa Libertadores demi-finales et quarts de finale. Aucune autre rivalité du football brésilien n'a autant de trophées majeurs impliqués.
La rivalité entre les fans des deux clubs est également la plus importante parmi les grands fans de l'État de São Paulo. L'enquête de Datafolha en 2010 a montré que 59 % des fans de Corinthians considèrent Palmeiras comme le plus grand rival. Pour 77% des fans de la ville, le plus grand rival est Corinthians. En février 2017, une enquête Datafolha publiée par le journal Folha de S.Paulo a montré que la majorité de la population de la ville de São Paulo continuait de considérer le classique entre Corinthiens et Palmeiras comme celui avec la plus grande rivalité à São Paulo. Selon l'enquête, réalisée entre le 8 et le 9 février 2017, 35% des répondants ont classé Derby comme la plus grande rivalité de l'État de São Paulo.

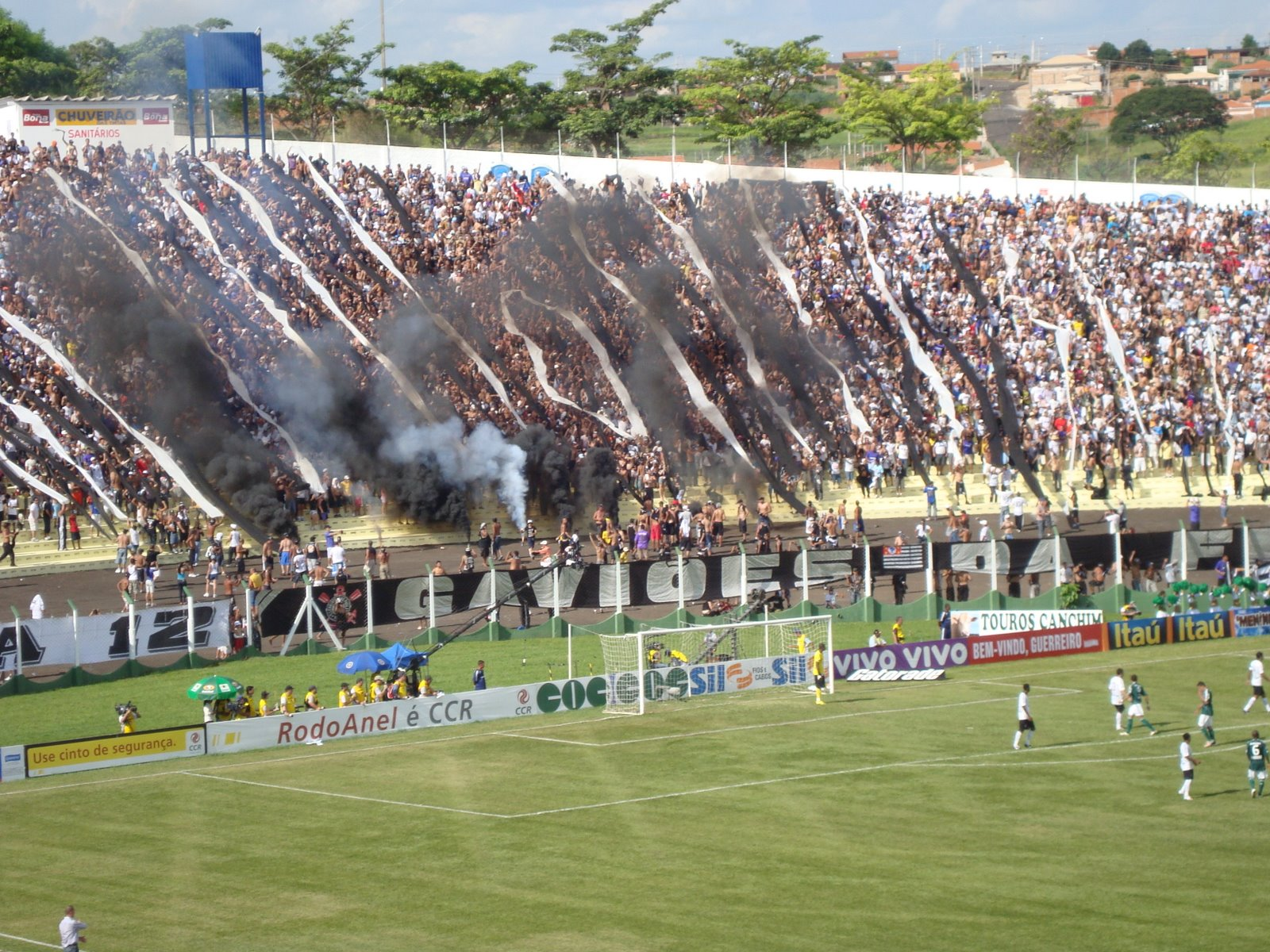
Derby a joué à l'intérieur de l'État de São Paulo en 2009

## Début de la rivalité - années 1910 et 1920
Lors de la première confrontation entre Palestra Itália et Corinthians, le 6 mai 1917, il y a eu une victoire palestrine de 3 à 0, avec trois buts de l'attaquant Caetano. Deux fois champion de la Paulista Football League, en 1914 et en 1916, les Corinthians étaient invaincus en 25 matchs depuis trois ans. Cet après-midi-là, au stade Palestra Itália, il tomba devant le nouveau venu Palestra, qui serait, à partir de ce jour, son plus grand rival de l'histoire.

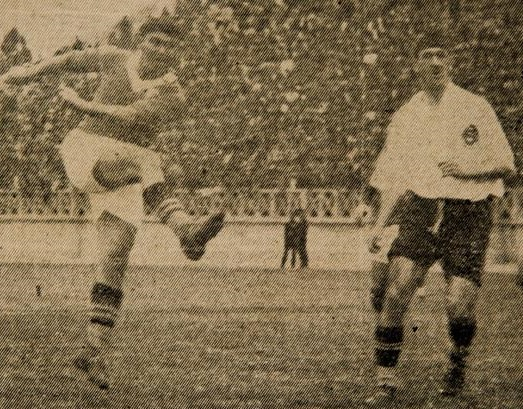
Derby Paulista

Le troisième match entre les deux équipes a été joué en 1918, le 17 mars. Le jour du match, les joueurs de la Palestra Itália sont passés devant une pension où les athlètes corinthiens ont déjeuné. Le premier a pris un os de bœuf, a écrit le message "Corinthians est une soupe au poulet pour Palestra" et a tiré dans la cafétéria. Dans le jeu, Palestra est venu gagner deux fois, mais a abandonné l'égalité, par 3 à 3. Depuis lors, les Corinthiens gardent l'os dans leur salle des trophées.
La première victoire des Blancs contre Palestra a été de 3-0, le 3 mai 1919, avec des buts d'Américo, Garcia et Roverso, lors d'un match disputé à l'Estádio da Floresta.
En 1921, les Corinthians, Palestra Itália et  Paulistano, à l'époque l'équipe la plus gagnante de la saison, se sont battus pour le titre de champion Paulista jusqu'aux phases finales. Au dernier tour, cependant, seuls Corinthians et Paulistano avaient des chances de remporter un titre. Paulistano a battu Sírio 3 à 2, a atteint 39 points et a pris la tête de la compétition. Il restait aux Corinthiens, avec 38 points, à affronter Palestra, avec 36 points, dans une période de football où la victoire valait deux points. S'il gagnait, par conséquent, l'équipe du Parque São Jorge serait le champion. Le jour de Noël, Palestra et Corinthians ont joué un duel à  Parque Antarctica, encore timide et récemment acheté par l'équipe de la colonie italienne, qui a battu les Corinthiens 3-0 et a donné le titre à Paulistano. Pour beaucoup, à partir de ce match, la rivalité entre «alviverdes» et «alvinegros» s'était définitivement consolidée et durerait pour toujours.

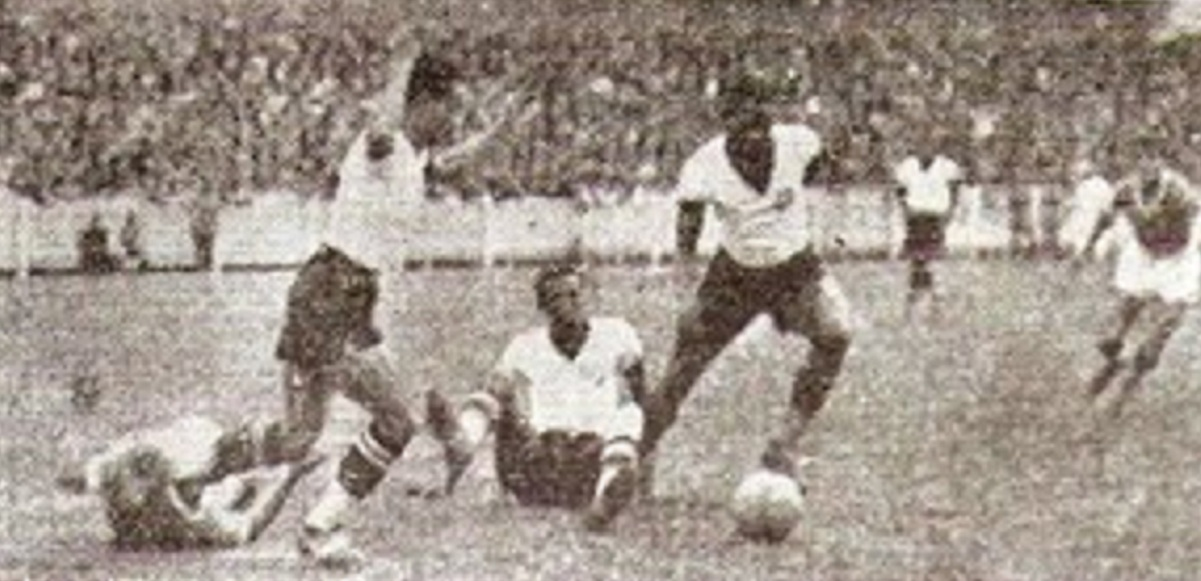
São Paulo Derby en 1938

En 1929, lorsque le championnat Paulista était organisé par deux entités différentes, Corinthians était champion d'APEA, la plus traditionnelle d'entre elles. Au dernier tour du premier tour unique, l'alvinegro a profité du fait que les palestrinos ne jouent qu'avec dix - Heitor s'est blessé, pour marquer par 4 à 1. La victoire, par le championnat des points de course, valait le titre de la compétition, qui avait Santos comme finaliste.
En 1933, le 5 novembre, Palestra Itália a appliqué la plus grande déroute de l'histoire du classique, lors d'un match joué au stade Palestra Itália, qui était valable simultanément pour le championnat Paulista et le tournoi Rio-São Paulo de cette année. Avec quatre buts de Romeu Pellicciari, un de Gabardo et trois d'Imparato, alviverde a appliqué un retentissant 8-0 à alvinegro, dans la plus grande défaite subie par les Corinthiens de toute son histoire. L'impact de la raclée sur l'équipe du Parque São Jorge était si grand qu'il a renversé le président d'alors du club, Alfredo Schurig et a incité les fans de Corinthians à mettre le feu au siège de l'association elle-même.
Au Championnat de São Paulo en 1936, Corinthians et Palestra Itália ont pris leur première décision de titre en trois matchs électrisants, car l'alvinegro avait remporté le premier tour invaincu et alviverde avait remporté le deuxième tour. Les trois matchs ont été joués entre avril et mai 1937. Lors du premier match, au stade Palestra Itália, Palestra Itália a gagné 1-0, avec Alvinegro quittant le terrain à la 31e minute de la seconde moitié, se plaignant d'une faute de gardien de but dans la mouvement du but[pas clair]. Lors du deuxième match, au Parque São Jorge, les équipes ont fait match nul 0-0. Lors du troisième match, au stade Palestra Itália, Palestra a remporté la finale 2-1 et remporté le titre.
En 1938, l'histoire du Derby Paulista comprenait un fait inhabituel impliquant  São Paulo FC et également  Portuguesa. Au début du mois de juillet de la même année, juste après la Coupe du monde de 1938, une crise financière a contraint l'équipe tricolore à créer un tournoi quadrangulaire, appelé la Coupe Mündell Júnior, afin de lever des fonds pour résoudre une partie des problèmes. À cette occasion, Corinthians et Palmeiras ont joué un match qui était historiquement connu sous le nom de «Jogo das Barricas». Le duel s'est terminé par un match nul 0-0 et a présenté le noir et blanc du Parque São Jorge classé pour la finale par le plus grand nombre de virages. En finale, face à  Portuguesa, qui a éliminé São Paulo, les Corinthians ont remporté le titre. Après le tournoi, l'équipe tricolore a augmenté au cours des mois suivants et a terminé deuxième du championnat Paulista de la même année, également remporté par les Corinthians.
En 1938, le championnat Paulista était paralysé en avril pour la Coupe du monde de cette année. Afin de maintenir les équipes nationales actives dans une compétition officielle, l'APEA a créé le II Championnat Extra Paulista de 1938. Et en finale, la décision a été prise entre la Palestra Itália et les Corinthiens. Lors du premier match de la finale, le 21 août, il y avait un match nul 0-0. Dans le dernier match décisif, le 18 septembre, Palestra Itália a gagné 2-1, remportant deux fois ce type de compétition, puisqu'elle a connu son premier triomphe en 1926.

## Rivalité dans les années 40
En 1940, la ville de São Paulo a vu l'inauguration du stade Pacaembu et la première remise de trophée de l'endroit a été réalisée lors d'un Derby. A participé à la Coupe (nationale) de la ville de São Paulo, Palestra Itália, Corinthians,  Atlético Mineiro, Et  Coritiba. Après avoir remporté leurs demi-finales, le 5 mai de la même année, Palestra Itália et Corinthians ont fait une autre finale. Avec une victoire 2-1 sur les Corinthians, Palestra Itália a été le premier champion de Pacaembu.
Dans la période de plus grande agitation de l'histoire de Palmeiras, pendant la Seconde Guerre mondiale, lorsque Palestra Itália a été forcée de changer de nom par les lois de la dictature de Vargas contre les associations qui faisaient référence aux pays de l'Axe, les Corinthiens sont largement victorieux. Pendant la transition de Palestra Itália à Palmeiras, le club a adopté, de mars à septembre 1942, le nom de Palestra de São Paulo. Entre-temps, il a joué quatre fois contre les Corinthians. Dans le premier match avec ce nom provisoire, soit dit en passant, il a été battu par l'alvinegro par 4 à 1, le 28 mars, par le tournoi Quinela de Ouro. Près de deux mois plus tard, le 27 mai, les Corinthians battus par le même score, pour la Coupe Manoel Domingos Corrêa. Pour le championnat Paulista de 1942, Palestra était invaincu et, le 28 juin, a maintenu sa condition en faisant match nul 1-1 avec les Corinthians au premier tour. Quelques jours plus tard, le 15 juillet, pour la City Cup de São Paulo, les Corinthians ont de nouveau battu la Palestra de São Paulo, cette fois par 4-2.

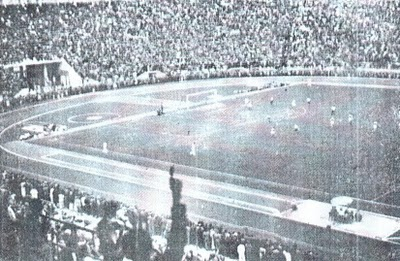
São Paulo Derby in Estadio do Pacaembu

Après Palmeiras, lors de leur premier match avec cette dénomination, pour remporter le titre du Championnat de São Paulo de 1942, contre São Paulo, dans l'épisode qui est devenu Arrancada Heroica, l'équipe a rencontré des Corinthiens au dernier tour de la compétition, qui était contesté en exécutant des points. Pour se venger de ce que Palestra Itália avait fait à alvinegro l'année précédente, les Corinthiens ont empêché alviverde d'être champion invaincu, avec une victoire 3-1, le 4 octobre, dans le premier Derby entre les équipes avec le nouveau nom archivival.
La première victoire de Palmeiras sous le nouveau nom sur les Corinthiens n'interviendrait qu'en 1943, le 23 mai, pour la première manche du championnat Paulista de 1943. Lors d'un match qui s'est déroulé au stade Pacaembu, alviverde a battu alvinegro 2-0, avec deux buts du milieu de terrain Lima, pour un public de 63 344 personnes.
En 1945, les principaux rivaux se sont réunis pour une cause politique. Dans un match historique organisé au stade Pacaembu, Corinthians et Palmeiras ont joué un classique qui visait à collecter des fonds pour le Parti communiste brésilien (PCB). Le jeu s'est terminé par une victoire 3-1 par alviverde et a été décrit des années plus tard dans le livre "Palmeiras x Corinthians 1945: O Jogo Vermelho", écrit par le politicien Aldo Rebelo.
Le 25 avril 1948, Derby Paulista a connu sa deuxième plus grosse déroute de toute l'histoire du classique. Dans un match qui s'est déroulé au Stade Pacaembu, pour la City Cup de São Paulo, Palmeiras a battu les Corinthiens 6-0, sur le tableau de bord qui ne perd que les 8-0 de 1933, toujours à l'époque de Palestra Itália.

## Le derby paulista de la seconde moitié duXXesiècle
Le 1951, Tournoi Rio-São Paulo a marqué le deuxième temps fort du championnat exceptionnel entre les deux associations. L'équipe Palmeiras, qui remporterait les cinq couronnes, a fait le tournoi Rio-SP cette année-là. Le premier match final a eu lieu le 8 avril et s'est terminé avec un score de 3 à 2 pour les émeraudes. Dans le deuxième match décisif, qui a eu lieu le 11 avril, Palmeiras a gagné à Pacaembu en jouant pour un public payant de 54 465 spectateurs et avec 2 buts de Jair Rosa Pinto et un de Aquiles. Le résultat final était de 3 à 1, car Luizinho a réduit pour Corinthians.

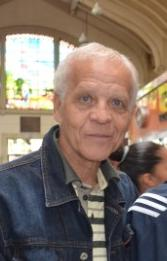
Ademir da Guia, Idole de Palmeiras

Le 18 janvier 1953, Derby a connu son match le plus marquant de l'histoire. Dans le classique valable pour le championnat Paulista, les Corinthians ont battu Palmeiras 6-4 au stade Pacaembu. Pour l'alvinegro, Cláudio a marqué trois buts et Baltazar deux, dans le match au cours duquel l'équipe du Parque São Jorge a davantage bourré les réseaux du plus grand rival.
Le 6 février 1955, un match important dans l'histoire du derby a eu lieu au stade Pacaembu, car le match valait le titre du championnat de football Paulista de 1954 et faisait partie des célébrations du quatrième centenaire de la ville de São Paulo, qui a été fondée en 1554. Le tirage au sort a suffi aux Corinthiens pour remporter le titre. Pour Palmeiras, il fallait vaincre le rival et espérer un nouveau revers de blackout au dernier tour, contre São Paulo. L'alvinegro a fait ce dont il avait besoin, s'imposant avec un but de Luizinho en première mi-temps, à dix minutes. Après que Palmeiras, vêtu de chemises bleues, ait égalisé le score avec un but Nei, sept minutes après le début de la deuxième mi-temps, l'alvinegro a maintenu l'égalité à égalité de 1 à 1 et a célébré la réalisation importante. Après ce titre, les Corinthians ne redeviendront champions de São Paulo que 22 ans plus tard, en 1977.
Lors de la première manche du championnat Paulista de 1971, le 25 avril, Corinthians et Palmeiras ont joué l'un des plus grands matchs de l'histoire du classique. L'alvinegro, avec de nombreuses accusations en raison du tabou, était mauvais dans le championnat et affronterait Palmeiras de Leão, Luís Pereira, Dudu et Ademir da Guia à Estádio do Morumbi. Alviverde a marqué 2-0 avec des buts de César Maluco en première mi-temps. Dans la seconde moitié du match, les Corinthians sont revenus prêts à mettre fin à la partie alviverde et ont réussi à tirer, avec des buts de Mirandinha, à la 5e minute, et Adãozinho, à la 24e. Palmeiras a joué une minute plus tard, avec un but du milieu de terrain Leivinha, mais Tião des Corinthians a égalisé à nouveau après 27 minutes. À la 43e minute, Mirandinha a brisé l'égalité pour Alvinegro, clôturant le score dans un historique 4-3 et célébrant l'une des plus grandes victoires sur son plus grand rival.
Le changement par rapport à la décision de São Paulo de 1954 serait assez douloureux pour les fans des Corinthians, car le 22 décembre 1974, Palmeiras battait Alvinegro par 1 à 0 en finale du championnat de São Paulo cette année-là. Les Corinthiens n'avaient pas remporté le titre d'État depuis vingt ans et, même en comptant des stars comme Rivelino, Vaguinho et Zé Maria, ainsi que la grande majorité des 120522 fans qui surpeuplaient Morumbi, l'équipe d'Alvinegra a été vaincue par l'équipe alviverde commandée par Dudu et Ademir da Guia, avec Osvaldo Brandão comme entraîneur. La victoire palmeirense a été déclarée par le but de l'attaquant Ronaldo, à la 24e minute de la deuxième mi-temps. À la fin du match, la minorité d'un peu plus de dix mille fans de palmeirense dans le stade a lancé le cri "Zum, zum, zum, it's 21", en référence à une autre année qui s'ajouterait aux 20 Corinthiens sans titre.
Dans le championnat Paulista de 1979, Palmeiras était dirigé par l'entraîneur Telê Santana et était nommé favori pour le titre en raison de la bonne campagne de la première phase de la compétition. Une manœuvre dans les coulisses du président des Corinthiens de l'époque, Vicente Matheus, a joué la demi-finale qui a amené Derby en janvier 1980. Pendant la première phase du championnat, il a utilisé un droit qui a fini par interrompre le championnat pendant 4 mois. Le président des Corinthians a refusé de jouer le match contre  Ponte Preta, dans la première phase, car un double tour était prévu, et Matheus a déclaré que les Corinthiens finiraient par être blessés dans la division des revenus (comme cela s'est produit en les années 77 et 78, selon le règlement, dans les critères de classement, la collecte obtenue par les clubs a également été prise en compte avec le score des deux tours précédents). En fait, le double tour n'était pas prévu et le championnat s'est arrêté, faisant de la manœuvre d'intervention une stratégie pour paralyser le championnat et refroidir le plus grand rival qui était emballé. 
Ainsi, sans le même élan qu'à la fin de 1979, Palmeiras a concédé le match nul 1-1 à l'alvinegro du Parque São Jorge à la 40e minute de la seconde moitié du premier match. Dans le deuxième match, joué le 30 janvier, un but à la cannelle de Biro-Biro, a permis aux Corinthians de remporter et d'éliminer alviverde, ouvrant la voie au titre par équipe en noir et blanc dans cette compétition.

## Le derby des années 1980 et 1990
En 1982, à l'apogée du tabou du titre palmeirense et à l'apogée de la démocratie corinthienne, les Corinthiens appliquèrent sa plus grande défaite à Palmeiras. Dans un match valable pour le championnat de Paulista, l'alvinegro a gagné par 5 à 1, avec trois buts et un spectacle du nouveau venu de l'époque  Casagrande, un du milieu de terrain  Sócrates et une autre du milieu de terrain Biro-Biro. Avec une équipe hautement technique, alvinegro a bien suivi la compétition et atteint le titre, après avoir battu São Paulo en finale. Alviverde a terminé troisième du championnat.
En 1983, l'une des demi-finales du championnat Paulista cette année-là mettait en vedette Derby. Dans deux matchs très disputés, Corinthians et Palmeiras ont honoré la tradition du classique. Lors du premier match, le score était de 1 à 1 et le point culminant était la marque imposée par alviverde à Socrates. Chargé de cette tâche, le défenseur Márcio Alcântara ne s'est détaché du joueur des Corinthians à aucun moment, mais, après avoir laissé derrière lui sur le tableau de bord, l'équipe alvinegro a fait match nul à 31 minutes de la seconde mi-temps, avec un but de pénalité exactement par Sócrates. Dans le deuxième match, également joué au stade Morumbi, Palmeiras a répété la tactique d'essayer d'annuler le milieu de terrain, mais, déjà ébouillanté, le joueur a réussi à se déplacer plus facilement et, dans un jeu individuel, a marqué le but gagnant par 1 à 0 Le tableau de bord a éliminé Palmeiras et a assuré les Corinthians dans une autre finale, dans laquelle l'équipe du Parque São Jorge atteindrait le deuxième championnat, toujours au sommet de São Paulo.

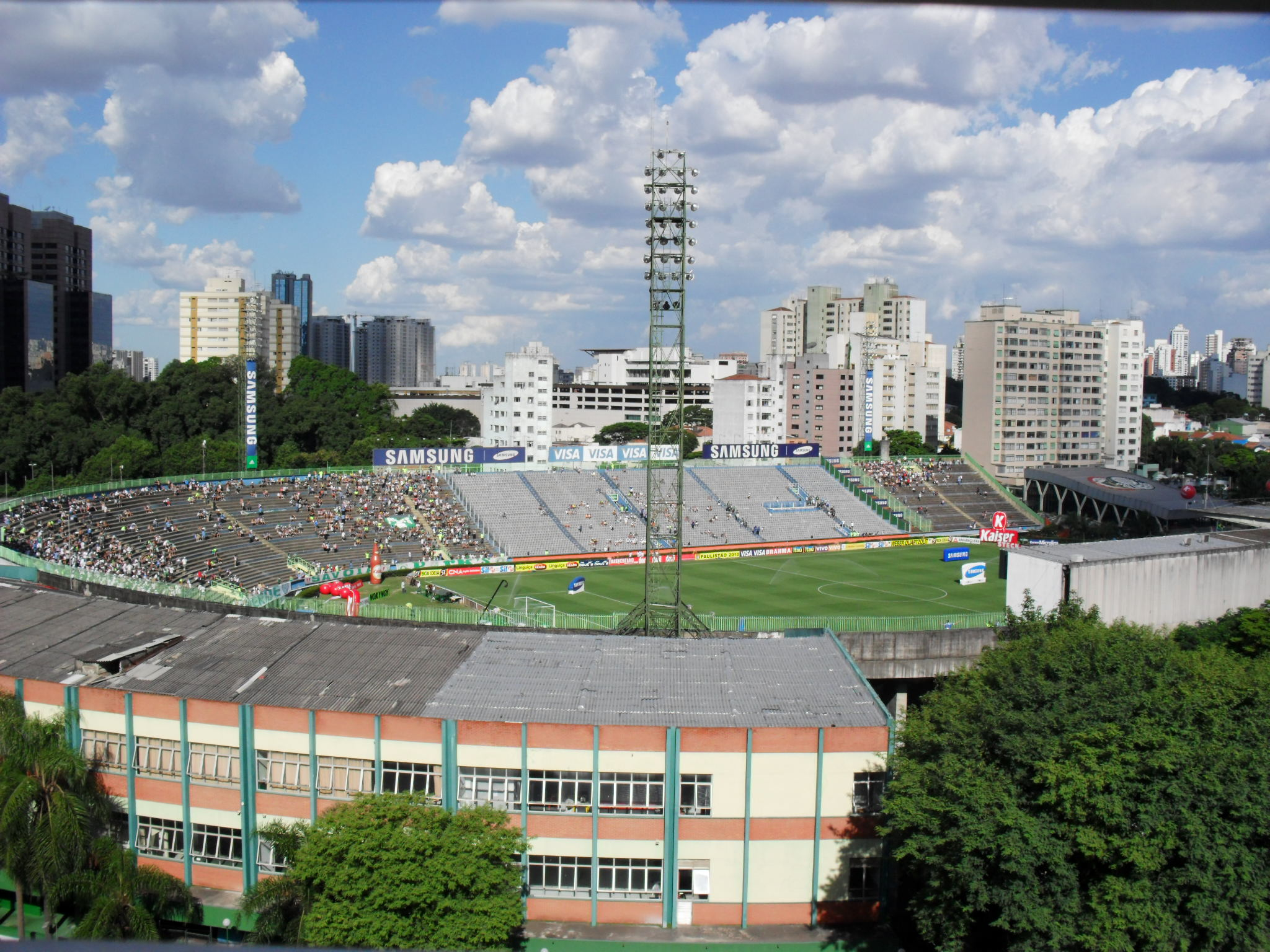
Estádio Palestra Italia L'ancien stade Palmeiras

En 1986, bien qu'il soit resté sans titres, le palmeirense a eu deux joies lors des matchs contre les Corinthians, tous deux pour le championnat Paulista cette année-là. La première a eu lieu au deuxième tour du championnat, avec le retour de la défaite 5-1 contre les Corinthians en 1982. La deuxième a eu lieu en demi-finale de Paulistão. Après un premier match plein d'erreurs d'arbitrage, les Corinthians ont remporté le match par 1 à 0, avec un but de Cristóvão. Palmeiras a donné le changement dans le deuxième match, avec une victoire 3-0, avec une belle démonstration de l'attaquante Mirandinha, qui a marqué, en temps normal, le but était vivant à la 42e minute de la seconde moitié, et, en prolongation, la deuxième but des palmiers. La victoire 3-0 s'est terminée par un but olympique du milieu de terrain Éder.
Dans le championnat brésilien de 1989, Palmeiras a atteint le dernier tour ayant besoin de la victoire pour se rendre à la finale de la compétition. Déjà éliminé, Corinthians était l'adversaire indigeste du match joué le 10 décembre 1989, car, avec un superbe but de l'attaquant Cláudio Adão, avec son talon, il a empêché l'archivistique, 13 ans sans titre, de faire la finale contre o São Paulo.

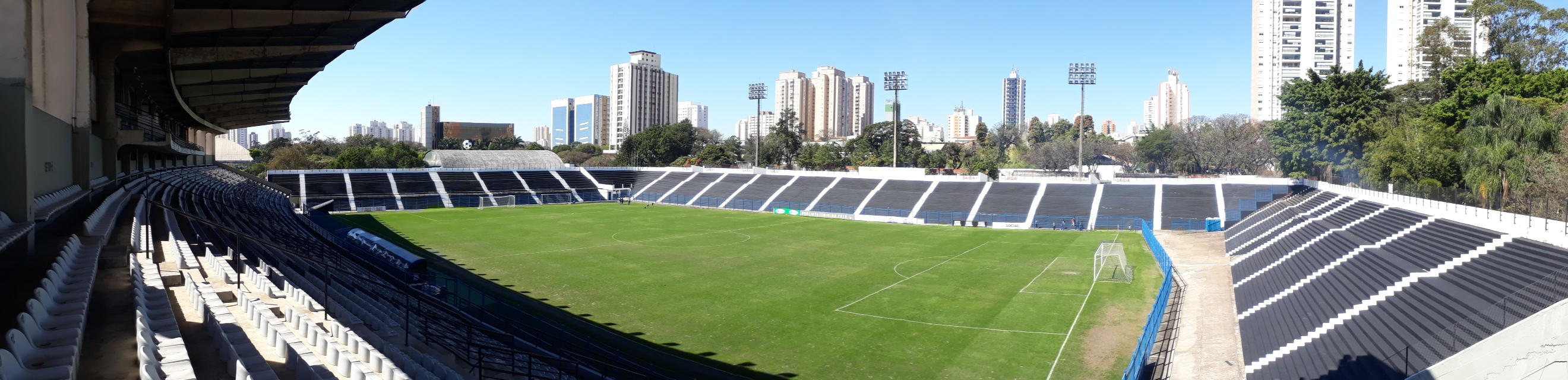
Estádio Alfredo Schürig, plus communément appelé Estádio Parque São Jorge, ou Fazendinha, est un stade appartenant à des Corinthiens

Le 12 juin 1993, une autre décision qui impliquait un vaste tabou, de 16 ans, seulement celui de Palmeiras. Commandé par l'entraîneur Vanderlei Luxemburgo, alviverde a terminé le titre rapidement, remportant la finale du championnat Paulista contre les Corinthiens 4-0 (3-0 en temps normal et 1-0 en prolongation), avec des buts marqués par Zinho, Evair (2) et Edílson. Selon les règles de la compétition, Palmeiras, qui avait réalisé la meilleure campagne du championnat, devait remporter le deuxième match de la finale pour prendre la décision de prolonger, puisque les Corinthians avaient remporté le premier match 1-0, avec un but marqué par Viola, qui a imité un cochon, provoquant la foule et le casting alviverde. Palmeiras a ouvert le score du deuxième match en première mi-temps, quand après une passe de l'avant-centre Evair, le milieu de terrain Zinho a frappé à la jambe droite. En seconde période, Mazinho a joué à gauche et a croisé pour qu'Evair s'agrandisse. Peu de temps après, Daniel Frasson a croisé de la gauche vers Evair, qui a botté la barre transversale, mais Edílson a marqué sur la gauche. Avec ce score, alviverde jouait pour un match nul en prolongation, mais Evair a marqué depuis le point de penalty le but du titre et la rupture du tabou.
Toujours en 1993, lors du tournoi Rio-SP, Palmeiras a remporté une autre finale contre les Corinthians. Lors du premier match, le diable Edmundo a marqué deux buts et assuré la victoire lors du premier match, à Pacaembu par 2 à 0. Les buts ont finalement fini par décider du titre, car lors du dernier match, un match nul 0-0 a pris la coupe à la Palestra Italia.

## Décisions libératrices de la Ligue nationale et de la Copa Libertadores
Fin 1994, Palmeiras et Corinthians ont pris une autre décision, cette fois la plus importante du derby national. Les équipes de São Paulo ont atteint la finale de la Campeonato Brasileiro Série A 1994 cette année-là en deux matchs disputés au stade Pacaembu. Lors du premier match, disputé le 15 décembre, Alviverde a battu Alvinegro 3-1, avec une superbe démonstration du milieu de terrain Rivaldo, qui a marqué deux des trois buts de Palmeiras. Avec l'ouverture d'un grand avantage sur la compétition, Palmeiras est entré discrètement dans le deuxième match et a remporté son huitième titre de la  Ligue brésilienne le 18 décembre avec un match nul 1-1 contre les Corinthians.

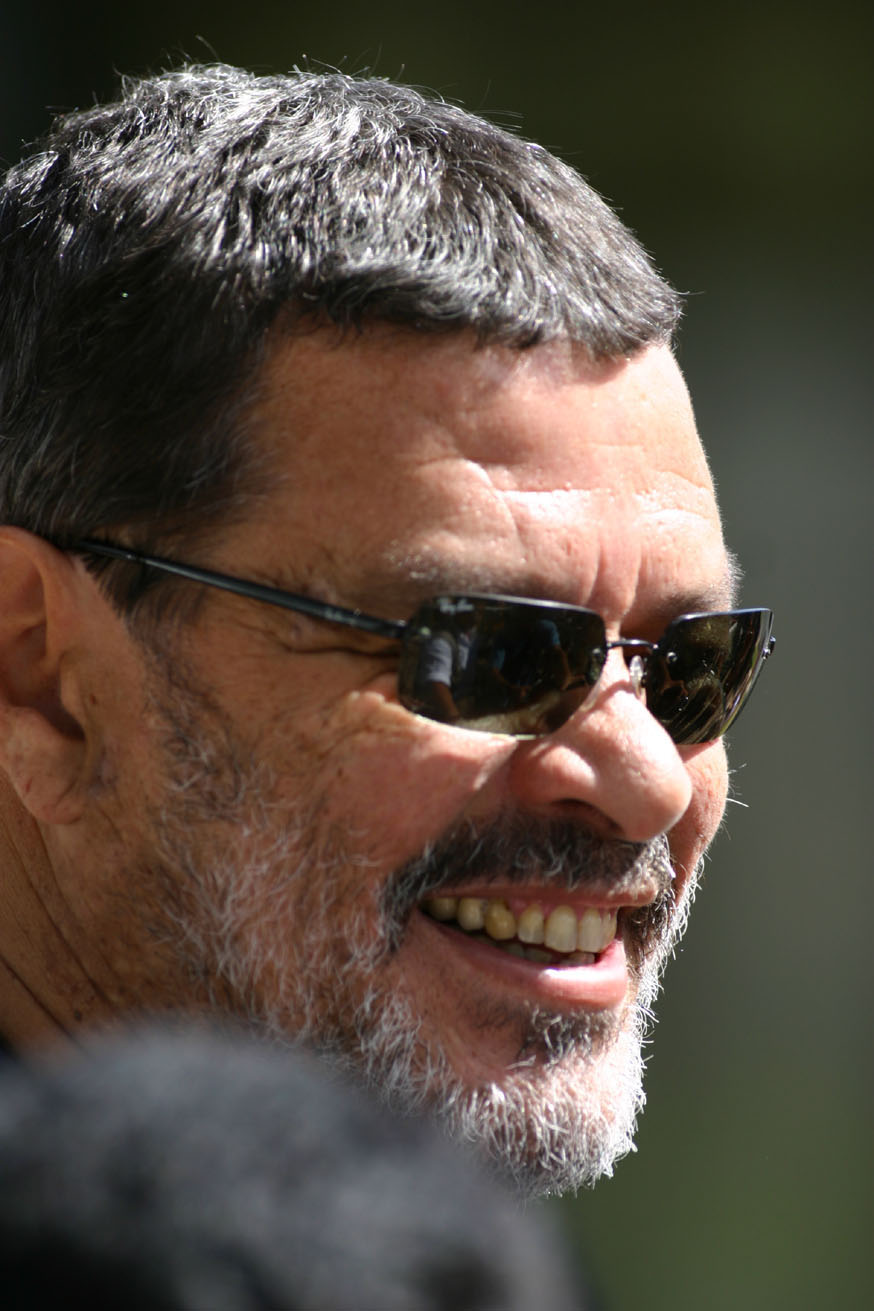
Sócrates, le grand nom des Corinthiens

En 1995, les Corinthiens sont revenus pour rendre à Palmeiras dans une décision, après les échecs des deux années précédentes. Les équipes ont atteint la finale du championnat Paulista cette année-là et les deux matches décisifs ont été joués à Ribeirão Preto, au stade Santa Cruz. Le premier match s'est terminé par un match nul 1-1, Palmeiras atteignant l'égalité à la 48e minute de la deuxième mi-temps avec un but de l'attaquant Nílson. Dans le deuxième match, le même Nílson a ouvert le score pour alviverde, mais le milieu de terrain Marcelinho Carioca a tiré sur un beau coup franc. En prolongation, le milieu de terrain Elivelton a défini le score de 2 à 1 et scellé le titre des Corinthians Paulista qui, pour la première fois de son histoire, quitte le terrain avec une victoire dans une décision officielle de titre contre Palmeiras.
En quarts de finale de la Copa Libertadores 1999, Palmeiras a éliminé l'archival. Les deux matches ont eu lieu au stade Morumbi et se sont terminés par un score de 2: 0: dans le premier, le 5 mai, la victoire est venue de Palmeiras, après un véritable bombardement des Corinthiens au but alviverde, mais avec une belle performance du gardien Marcos, qui est venu à être appelé "São Marcos" par les fans; lors du deuxième match, le 12 mai, les Corinthians ont gagné. Avec cela, la décision est allée aux pénalités, avec l'équipe verte et blanche gagnant 4-2, avec une autre grande performance de Marcos, qui a vu l'attaquant des Corinthiens Dinei donner un coup de pied sur la barre transversale et qui a défendu l'une des pénalités du différend, facturée par le moitié Vampeta.
Un mois après la confrontation à Libertadores, Palmeiras et Corinthians sont revenus à une décision, maintenant, dans la finale de 1999 Campeonato Paulista. Lors du premier match, disputé le 13 juin, alviverde a épargné les tenants du titre, comme il l'aurait fait, trois jours plus tard, contre le Colombien Deportivo Cali pour la finale de la Copa Libertadores. L'alvinegro a profité de la situation et a gagné le match par 3 à 0. Lors du deuxième match, disputé le 20 juin, quelques jours après la victoire de Palmeiras contre les Libertadores, la rivalité, historiquement immense, était à vif. Marcelinho Carioca a ouvert le score, mais Evair, avec deux buts, a tourné le jeu, à égalité par Edílson, à la 28e minute de la seconde moitié. Avec le titre pratiquement garanti, Edílson a provoqué l'équipe de Palmeiras en faisant des "ambassades" et en jonglant avec le ballon. L'ailier Júnior et l'attaquant Paulo Nunes n'ont pas aimé la provocation et sont allés chercher les Corinthians, déclenchant un combat général sur le terrain. Le juge Paulo César de Oliveira a mis fin au match avant l'heure normale et Corinthians a de nouveau été champion de São Paulo.

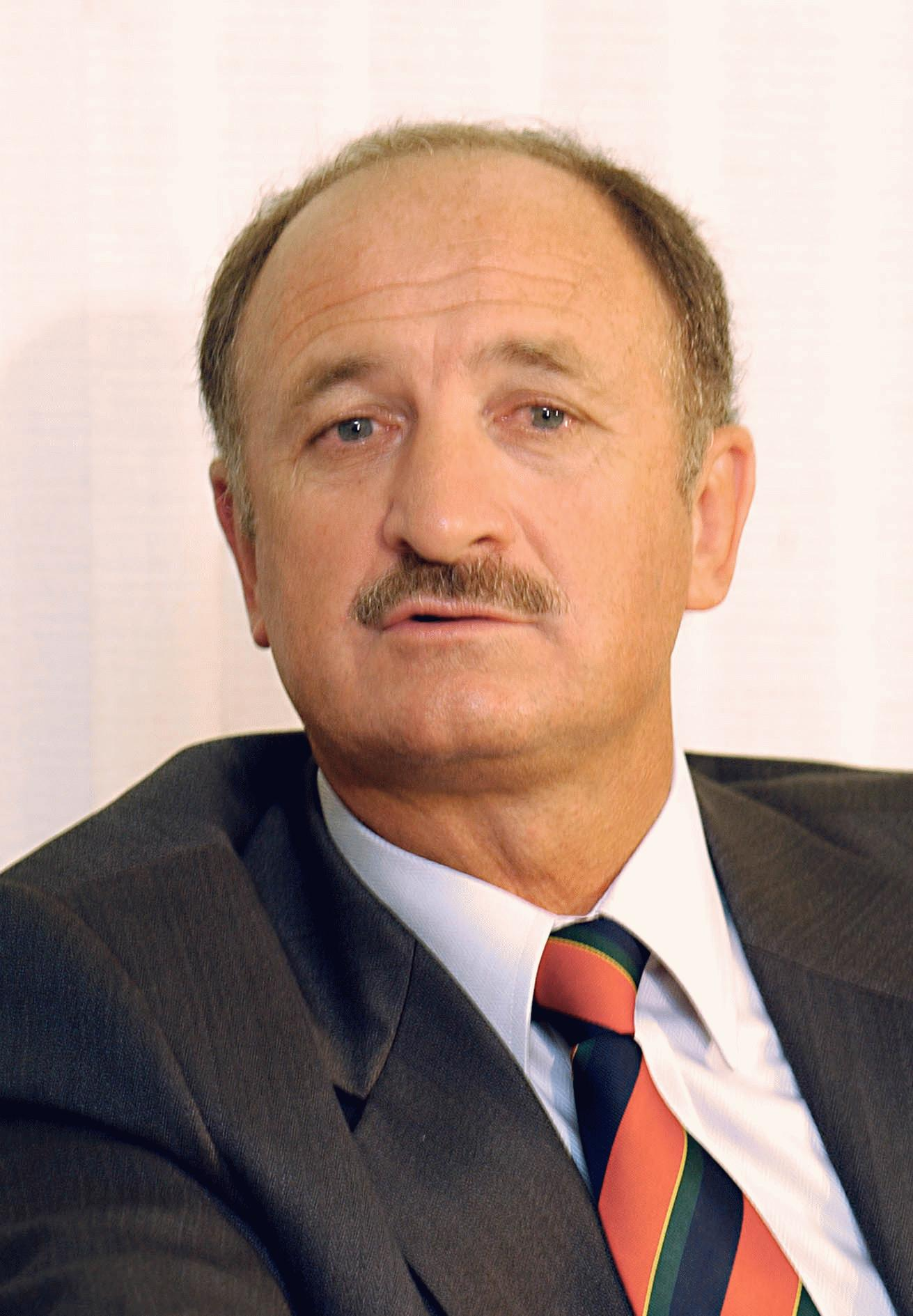
Luiz Felipe Scolari a formé Palmeiras en deux moments

L'année suivante, les deux grands rivaux reviendraient se rencontrer en Copa Libertadores 2000, uniquement en demi-finale. Le duel, remporté à nouveau aux tirs au but par Palmeiras, a également apporté comme ingrédient le fait qu'il a défendu le titre continental de 1999 et que Corinthians a remporté, au début de 2000, le premier Championnat du monde des clubs de la FIFA 2000. Les nouveaux affrontements, qui ont eu lieu au stade Morumbi, ont également été considérés comme une forme de revanche des Corinthiens sur leurs rivaux, par rapport à la phase à élimination directe de l'année précédente. Lors du premier match des demi-finales des Libertadores 2000, les Corinthians ont battu Palmeiras 4-3. Après avoir ouvert le score avec un but du milieu de terrain Ricardinho et permis à l'équipe d'égaliser le match en 3 à 3, alvinegro a décidé du match dans les dernières minutes, avec un but de la roue Vampeta. Le match décisif, disputé le 6 juin, a connu une forte dose d'émotion, puisqu'il a eu deux tours de score. Palmeiras a ouvert le score avec un but de l'attaquant Euller. Les Corinthians ont atteint le premier virage avec deux buts de Luizão. Palmeiras a de nouveau tourné le jeu et a établi le score à 3-2, avec des buts d'Alex et Galeano. Avec l'égalité de différence de buts, le classement pour la phase suivante entre les deux équipes a été, pour la deuxième année consécutive, défini dans les tirs au but. Palmeiras a éliminé les Corinthians, alors qu'ils convertissaient les cinq coups francs, tandis que l'adversaire a perdu le dernier coup franc indirect, après que le gardien Marcos a défendu la collection de l'idole des Corinthians Marcelinho Carioca, dans l'un des moments les plus frappants de l'histoire de la compétition et du São Paulo derby.

## Le derby de São Paulo aujourd'hui
En 2011, Palmeiras et Corinthians ont joué un match très tendu en demi-finale du championnat Paulista. Avec un arbitrage controversé de Paulo César de Oliveira, alviverde a joué la majeure partie du match avec un joueur de moins, le défenseur Danilo ayant été expulsé pour une violente poussette sur l'attaquant Corinthians Liédson. Malgré l'adversité et l'expulsion de l'entraîneur Luis Felipe Scolari, Palmeiras domine le match et inscrit le premier but, à la 52e minute, avec le défenseur Leandro Amaro. Les Corinthians, marquant à leur tour, ont égalisé à la 64e minute, avec un but de l'attaquant William. Le différend s'est déroulé en un seul match et, comme il s'est terminé par un match nul, la décision a été sanctionnée. Dans les collections, le gardien des Corinthiens Júlio César a défendu la sixième collection, du joueur de la ville de João Vítor, et le Péruvien Ramirez a frappé le coup franc, classant l'équipe en finale du championnat et brisant un tabou des Corinthiens, qui n'avaient jamais éliminé le rival aux tirs au but.

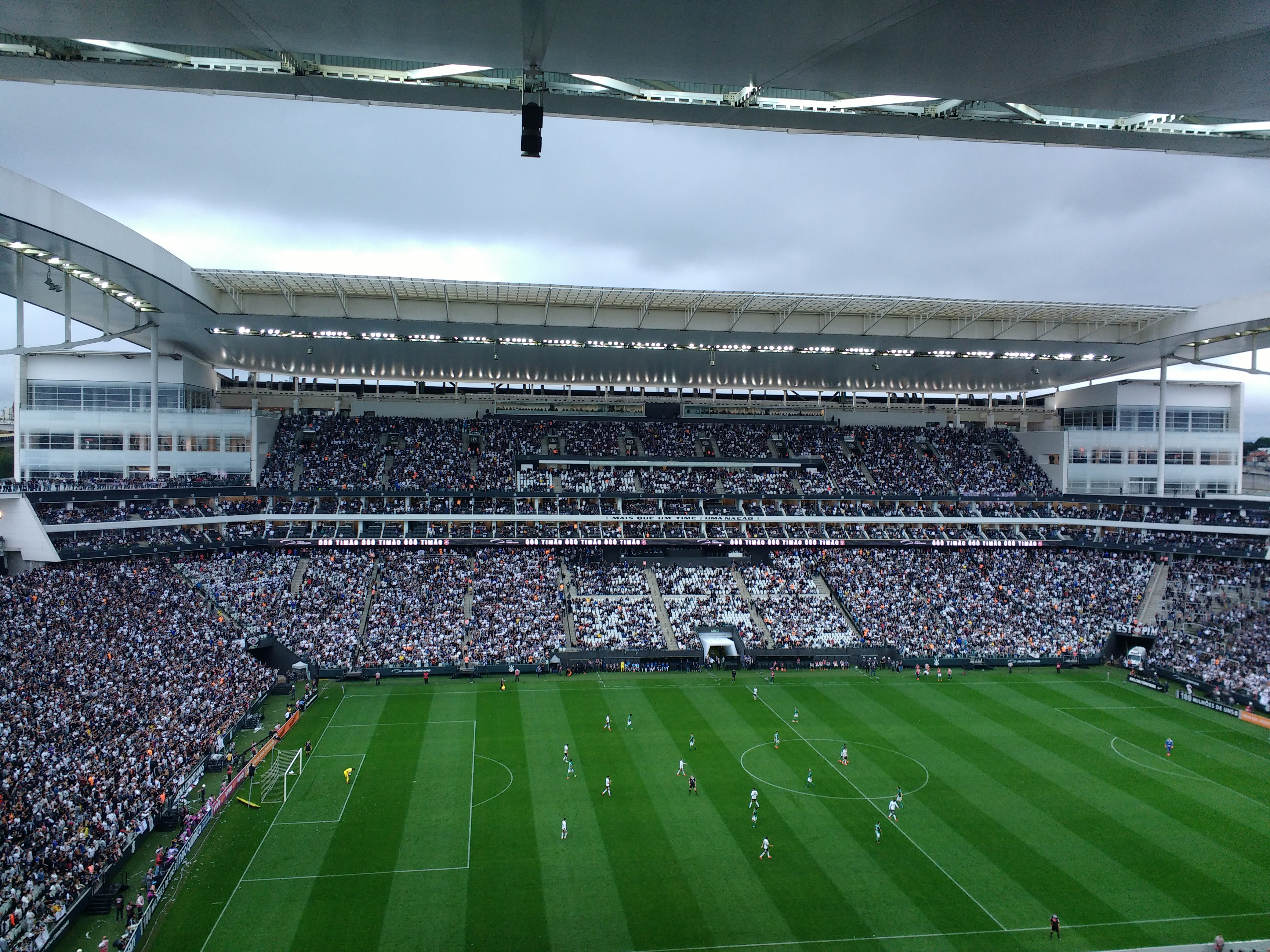
The Derby in 2017

La même année, en décembre, les arrivées se sont retrouvées dans un match décisif. Palmeiras n'avait aucune chance de remporter un titre et était déjà qualifié pour la Copa Sudamericana 2012, mais les Corinthians jouaient le jeu qui pourrait apporter leur cinquième conquête du championnat brésilien, joué dans le système des points de course. L'équipe alvinegra était le leader de la compétition et n'avait besoin que d'une égalité pour obtenir le titre, tandis que Vasco, placé deuxième dans le tableau, avait besoin de chercher la victoire de Palmeiras et de vaincre son rival Flamengo au Estádio Nilton Santos pour être champion. Au Estádio do Pacaembu, les Corinthians et Palmeiras ont joué un match tendu, avec deux expulsions de chaque côté, mais sans buts, tandis que Vasco et Flamengo ont fait match nul 1-1 à Rio de Janeiro. À la fin des deux matchs, les Corinthians ont remporté le championnat brésilien de 2011. Palmeiras s'est classée onzième du championnat. Vasco, quant à eux, ont fini vice-champions et Flamengo quatrième.
En 2014, le 27 juillet, Corinthians et Palmeiras se sont affrontés à nouveau, cette fois au nouveau stade de l'Alvinegro, Arena Corinthians, pour la première manche du Championnat du Brésil. Avec des buts de Paolo Guerrero et Petros, l'équipe à domicile a battu l'équipe alviverde par 2 à 0 lors du premier Derby Paulista joué dans l'arène.
L'année suivante, le 8 février 2015, c'était au tour de Derby de se tenir à Allianz Parque, nouveau stade de Palmeiras, construit à l'emplacement de l'ancien stade Palestra Itália. Dans la semaine précédant le duel pour la première phase du 2015 Campeonato Paulista, en raison de la peur de la violence parmi les fans organisés rivaux, le ministère public a tenté d'imposer sa volonté de ne jouer le match qu'avec les supporters de l'équipe à domicile, un souhait qui était également du président de Palmeiras, Paulo Nobre, mais qui n'a pas eu le soutien des fans des deux équipes. Après que le président des Corinthians, Mario Gobbi, ait menacé de ne pas jouer le match, la Fédération de football de São Paulo est revenue sur sa décision et a attribué le chargement des billets à l'alvinegro. Durant le match, contrairement aux Corinthians, alviverde n'a pas réussi à remporter le premier Derby dans l'arène rénovée. Palmeiras a perdu 1-0, avec un but du milieu de terrain Danilo, dans un match également marqué par l'expulsion du gardien Cássio Ramos, des Corinthians, par la cire.
La revanche des Palmeirenses intervient des mois plus tard, dans le même championnat Paulista, pour la demi-finale de la compétition. Lors d'un match disputé à l'Arena Corinthians le 19 avril 2015, les équipes ont terminé le match 2 à 2 après 90 minutes : Palmeiras a pris la tête avec un but de Victor Ramos, s'est ensuige fait renversé par des buts de Danilo et Mendoza, mais a égalise grace à Rafael Marques. Le règlement du championnat prévoyait un seul match au domicile de l'équipe avec la meilleure campagne, l'inégalable blanc-noir. Mais s'il y avait égalité, la décision serait sanctionnée. Aux tirs au but, l'attaquant alviverde Robinho a marqué, mais Elias et Petros, de Corinthians, ont manqué leur penalty, tous deux sauvés par le gardien Fernando Prass. La victoire de l'équipe visiteuse aux tirs au but par 6 à 5, au milieu de l'arène d'Itaquera, a représenté la première élimination des Corinthians dans leur nouveau domicile lors d'une compétition officielle, en faveur du rival historique, qui s'est qualifié pour la finale de la compétition contre Santos.
Un peu plus d'un mois après l'élimination des Corinthians dans le championnat Paulista, Palmeiras a eu raison de ses rivaux, cette fois avec une victoire en temps normal, à Corinthians Arena, par 2 à 0, pour la première manche du championnat brésilien 2015. C'était la première victoire d'Alviverde au domicile d'Alvinegra et la première défaite des Corinthiens en classiques dans leur arène. Le match, joué le 31 mai et marqué par Rafael Marques et Zé Roberto, a également permis à Palmeiras de battre un jeûne de victoires sur l'archivage qui dure depuis août 2011.
2015 a été une année importante pour raviver la rivalité et, lors de la deuxième manche du Championnat du Brésil, elle n'a pas été différente de ce qui a été vu en première mi-temps. Le 6 septembre, lors d'un match joué à Allianz Parque, Palmeiras et Corinthians ont fait un classique défini par la presse comme «électrisant». Dans le match, alviverde est sorti devant le marqueur avec un but marqué par Lucas, à la 18e minute de la première mi-temps, mais l'alvinegro a fait match nul à la 24e, avec Guilherme Arana. Dans la séquence, à 26 ans, Palmeiras est revenu à égalité avec un but marqué par le milieu de terrain Robinho. Les Corinthians sont arrivés à 2 à 2, à 37, avec un but contre le milieu de terrain alviverde Amaral, mais l'arc-rival a fait 3 à 2 encore, en première mi-temps, à 41, avec un but marqué par Dudu. Dans la phase finale, alvinegro a commencé un match nul après 33 minutes, établissant le score de 3 à 3, dans l'un des meilleurs matchs du Brasileirão 2015.
La première victoire de Palmeiras à Allianz Parque sur le plus grand rival s'est produite le 12 juin 2016, quand ils ont battu les Corinthiens 1-0 dans un match valable pour le Championnat du Brésil 2016. Le but du match a été marqué à 2 minutes de la seconde mi-temps par le milieu de terrain Cleiton Xavier. Dans ce Derby Paulista, c'était aussi la première fois que le classique était joué avec une foule unique. À l'époque, l'arène palmeirense avait son record public battu. Il y avait 39 935 payeurs pour un revenu de 2 763 659,36 R $.
2017 est l'année qui marque le centenaire du Derby Paulista et compte sur l'union des équipes pour promouvoir le classique, avec plusieurs actions marketing ensemble. Dans la première classique de l'année, disputée à l'Arena Corinthians, alvinegro a pris le meilleur, battant alviverde par 1 à 0. Le match a été marqué par une erreur d'arbitrage du juge Thiago Duarte Peixoto, qui a expulsé le milieu de terrain Gabriel par erreur. Corinthians, au lieu d'avertir le joueur alvinegro Maycon dans un mouvement avec l'attaquant Keno, de Palmeiras, à la fin de la première mi-temps. À un désavantage numérique, Corinthians a été acculé par le rival pendant la majeure partie de la seconde moitié, mais a atteint le but de la victoire héroïque à la 43e minute de la seconde moitié avec un but de l'attaquant Jô, conduisant la foule au délire. Dans le deuxième match qui a marqué le centenaire, les Corinthians ont une nouvelle fois battu Palmeiras, cette fois 2-0 et à Allianz Parque, pour le premier tour du Championnat du Brésil 2017, avec des buts de Jadson et Guilherme Arana. Comme en 2016, lorsque Palmeiras avait remporté les trois matchs de l'année dans la classique, les Corinthians ont clôturé le triplé de victoires sur le plus grand rival au deuxième tour du championnat brésilien, lors d'un match disputé le 5 novembre. Avec des buts de Romero, dans un obstacle banalisé, Balbuena et Jô, le gars en noir et blanc a battu les alviverde par 3 à 2, qu'il a marqué avec Mina et Moisés, dans un match qui a établi le record du plus grand nombre d'apparitions de clubs en la Corinthians Arena.

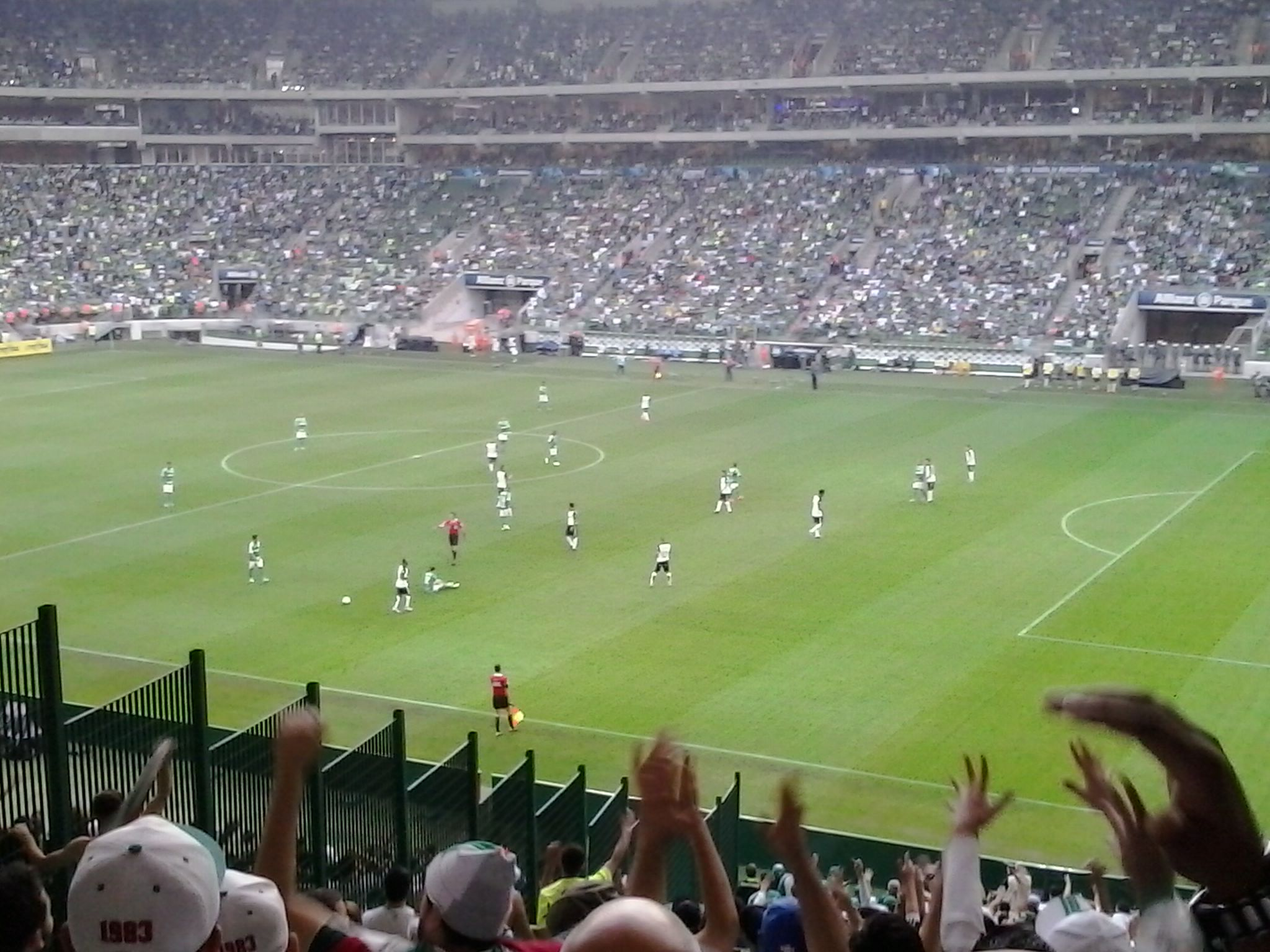
Paulista Derby en 2015 avec le score final en 3 - 3

En 2018, après 19 ans, Corinthians et Palmeiras ont de nouveau décidé d'une finale de championnat, en l'occurrence celle du Championnat Paulista 2018. Lors du premier match, disputé à l'Arena Corinthians, dans un match très disputé, Palmeiras a gagné 1 à 0, avec un but de l'attaquant Miguel Borja, brisant une séquence de quatre victoires consécutives des Corinthians lors des quatre précédents matchs de Derby. Lors du deuxième match disputé à Allianz Parque, les Corinthians ont fait le changement en s'imposant 1-0 en temps normal, avec un but de Rodriguinho. Avec le résultat, la décision est allée aux tirs au but, avec une nouvelle victoire d'Alvinegra, cette fois par 4 à 3. Ainsi, les Corinthians ont remporté leur vingt-neuvième titre de São Paulo au milieu de la maison. La toute dernière finale d'Allianz Parque a également été marquée par l'arbitrage controversé du juge Marcelo Aparecido Ribeiro de Souza, qui a annulé un penalty (inexistant) contre l'attaquant de Palmeiras Dudu, dans la seconde moitié du match. À l'époque, le jeu était paralysé pendant 8 minutes, avec des troubles provoqués par des joueurs des deux équipes, qui n'étaient pas satisfaits, parfois avec la marque (dans le cas des Corinthiens) et parfois avec la marque (dans le cas des palmeirenses). L'arbitre étant de retour, le match s'est déroulé en temps normal avec le score de 1 à 0 pour Corinthians. Après que le titre de l'équipe alvinegra a été confirmé par la victoire aux tirs au but, Palmeiras a signalé la violation à la Fédération de football de São Paulo, affirmant que la décision du juge avait été modifiée par une ingérence extérieure, une procédure non autorisée par la FIFA et conditionnant la fin de la violation. avec l'adoption de pratiques plus transparentes de l'entité en matière d'arbitrage, comme la mise en place de l'arbitre vidéo. La révolte de Palmeirense avec arbitrage et la perte du titre au plus grand rival ont également frappé la foule, avec la destruction d'équipements et de rames de métro à  Barra Funda Station, faite par des membres de 'torcidas organisadas (hooligans).

## Derby féminin

### Histoire
Les premiers affrontements entre les sections féminines des deux clubs ont lieu à la fin des années 1990 en championnat paulista. Le derby paulista féminin s'est disputé pour la première fois le 13 avril 1997 et voit une victoire des Corinthians sur Palmeiras 1-0, avec un but de Márcia Taffarel. Les deux équipes s'affrontent six fois entre 1997 et 2001, pour cinq victoires des Corinthians. Palmeiras remporte un seul derby, le 9 décembre 2001 (1-4), mais c'est en demi-finale du Paulistão, le seul derby dans un match à élimination directe.
Après une vingtaine d'années, les deux équipes se retrouvent. Palmeiras relance une section féminine en 2019, et rejoint ainsi les Corinthians, qui avaient déjà relancé la leur en 2016. Le premier derby de cette nouvelle ère se dispute le 9 février 2020 en championnat du Brésil, et se solde par une victoire des Corinthians 1-3.
En 2021, les deux équipes s'affrontent en finale du championnat du Brésil. Les Corinthians s'imposent facilement (1-0, 3-1) et remportent leur troisième titre.
Palmeiras doit attendre le 4 juin 2022 pour remporter sa première victoire (2-0 en championnat grâce à un doublé de Duda Sampaio), devant 5 947 spectateurs à l'Allianz Parque. Le 21 septembre 2022, les Corinthians perdent leur premier derby à domicile depuis 2001 en s'inclinant 2-0 en Paulistão, en l'absence de plusieurs cadres, ménagées en prévision de la finale de Brasileiro quelques jours plus tard.

### Palmarès
| Équipe      | Copa Libertadores    | Série A1                   | Coupe du Brésil | Supercoupe du Brésil | Championnat Paulista | Coupe Paulista |
| ----------- | -------------------- | -------------------------- | --------------- | -------------------- | -------------------- | -------------- |
| Corinthians | 3 (2017, 2019, 2021) | 4 (2018, 2020, 2021, 2022) | 1 (2016)        | 1 (2022)             | 3 (2019, 2020, 2021) | 1 (2022)       |
| Palmeiras   | 1 (2022)             | 0                          | 0               | 0                    | 2 (2001, 2022)       | 2 (2019, 2021) |